# 高尔夫球丑闻
高尔夫球丑闻是韩国总理李海瓒于2006年3月1日韩国铁路工人罢工期间打高尔夫球的事件。

## 反响
这件事引起韩国民众的普遍反感，虽然3月1日是韩国的法定节假日，但韩国民众认为在国家困难的时期，作为国家领导人的韩国总理应该加班工作、解决问题，而不能无视铁路工人的诉求、独自去休假娱乐。这件事最终导致李海瓒于2006年3月14日提出辞职请求。